# Andrés Bernáldez
Andrés Bernáldez (Fuentes de León, 1450 – Los Palacios y Villafranca, 1513) è stato un religioso e storico spagnolo noto come il sacerdote dei Palazzi.

## Biografia
Fu cappellano di Diego de Deza, arcivescovo di Siviglia.
Nella sua Historia de los Reyes Católicos Don Fernando e Doña Isabel raccolgono aspetti importanti della Castiglia alla fine del XV secolo: la guerra di Granada, l'espulsione degli ebrei e le vicissitudini di Cristoforo Colombo (da cui emerge essere stato un amico, avendo soggiornato più volte nella sua casa di Los Palacios y Villafranca, e lavorando su testimonianze e documenti da lui stesso forniti in prima persona, essendo una delle fonti che più chiaramente riflette la sua origine genovese).
Si ritiene che le sue spoglie siano sepolte nella chiesa parrocchiale di Santa María la Blanca nella città andalusa di Los Palacios y Villafranca, dove ricoprì la sua carica parrocchiale. In questa Parrocchia, i suoi libri parrocchiali sono i più antichi che si conservano.
Scriveva dei convertiti: